# Сурки (Кирсановский район)
Сурки́ — посёлок в Кирсановском районе Тамбовской области России. Входит в состав Голынщинского сельсовета.

## География
Посёлок находится в восточной части Тамбовской области, в лесостепной зоне, в пределах Окско-Донской равнины, на берегах реки Калаис, на расстоянии примерно 10 километров (по прямой) к западу от города Кирсанова, административного центра района. Абсолютная высота — 149 метров над уровнем моря.
Климат
Климат характеризуется как умеренно континентальный с недостаточным и неустойчивым увлажнением. Среднегодовое количество осадков составляет 470—510 мм. Средняя температура января составляет −11,3 °С, июля — +20,4 °С.
Часовой пояс
Посёлок Сурки, как и вся Тамбовская область, находится в часовой зоне МСК (московское время). Смещение применяемого времени относительно UTC составляет +3:00.

## История
Основан в 1922 году. По данным 1926 года имелось 59 хозяйств и проживало 309 человек (158 мужчин и 151 женщина). В административном отношении деревня входила в состав Пригородной волости Кирсановского уезда Тамбовской губернии.

## Население
| 2010 |
| ---- |
| 126  |

Половой состав
По данным Всероссийской переписи населения 2010 года в гендерной структуре населения мужчины составляли 42,1 %, женщины — соответственно 57,9 %.
Национальный состав
Согласно результатам переписи 2002 года, в национальной структуре населения русские составляли 93 % из 172 чел.

## Улицы
Уличная сеть посёлка состоит из двух улиц.